# Taronga Western Plains Zoo
Koordinaten: 32° 16′ 25,4″ S, 148° 35′ 11,7″ O
Der Taronga Western Plains Zoo, ehemals Western Plains Zoo oder aktuell einfach Dubbo Zoo genannt, ist ein Zoo, der sich in Dubbo in New South Wales in Australien befindet. Die Großstadt Sydney liegt ca. 300 Kilometer entfernt im Südosten.

## Geschichte
In den späten 1960er Jahren wurde geplant, einen Zoo mit großen Freianlagen zu entwickeln. Dazu wurde ein Standort am Stadtrand von Dubbo in der Mitte von New South Wales ausgewählt. Der Zoo wurde am 28. Februar 1977 der Öffentlichkeit zugänglich gemacht und entwickelte sich sogleich zu einer wichtigen Touristenattraktion in New South Wales. 1994 wurde der Western Plains Zoo als Best Major Tourist Attraction, der höchsten Ehre im australischen Tourismus, ausgezeichnet.

## Anlagenkonzept und Tierbestand
Auf dem ca. 300 Hektar großen Gelände des Taronga Western Plains Zoo werden etwa 1000 
Tiere aus allen Kontinenten gehalten. Seit der Eröffnung hat sich der Zoo einen geachteten Ruf als weltbekanntes Zentrum für die artgerechte Betreuung von Wildtieren, Durchführung von Zuchtprogrammen gefährdeter Arten, Naturschutzprojekten und Bildungseinrichtungen erworben. Der Zoo ist im Wesentlichen als Open Design gestaltet. Gitter, Wände und Zäune werden überwiegend durch abgesenkte Wassergräben ersetzt. Dies schafft für die Besucher den Eindruck, sich mit den Tieren in freier Wildbahn zusammen aufzuhalten. Primaten sind auf Inseln untergebracht. Neben den großen offenen Freianlagen für Steppentiere enthält der Zoo u. a. ein Tierkrankenhaus sowie ein Platypus Rescue Headquarters, wo Schnabeltiere in einem auf ihre speziellen Erfordernisse eingerichteten Haus besichtigt werden können.

## Arterhaltungs- und Schutzprogramme
Der Taronga Western Plains Zoo engagiert sich für die Erhaltung der Tierwelt in Australien und auf der ganzen Welt. Dazu werden Zucht- und Freisetzungsprogramme entwickelt. Außerdem wird die Pflege und Rehabilitation von verletzten oder verwaisten Wildtieren durchgeführt. Zu den speziellen Arterhaltungs- und Schutzprogrammen zählen die folgenden Beispiele:
- Ein gemeinsames Forschungsprojekt mit Universitätspartnern hat den Schutz von Schnabeltieren zum Ziel. In Zusammenarbeit mit der australischen Platypus Conservancy unterstützt der Zoo ein Forschungsprogramm, das die Lebensräume schützt und das Fangen von Krebsen (Yabbies), einer Hauptnahrung der Schnabeltiere verringern soll.[4]
- Die Zucht des Großen Kaninchennasenbeutlers stellt einen Schwerpunkt im Zoo dar. Die Hauptbedrohungen für das Überleben der Art sind Verluste des Lebensraums sowie die Bedrohung durch eingeführte Fressfeinde, insbesondere durch Hauskatzen und Füchse. Außerdem konkurrieren Kaninchen, Rinder und andere Hufsäugetiere mit den Nasenbeutlern um Nahrung und Lebensraum. Im Taronga Western Plains Zoo wurde ein 110 Hektar großes, raubtierfreies Gelände eingerichtet, auf dem Große Kaninchennasenbeutler frei leben. Im Jahr 2020 konnten im Rahmen des Zuchtprogramms zehn dort gezüchtete Tiere in den Sturt-Nationalpark entlassen werden.[4]
- Der Zoo ist im Rahmen eines nationalen Wiederansiedelungsprogramm maßgeblich an der Zucht und Freisetzung von Pseudophryne corroboree, einer Froschlurchart aus der Familie der Australischen Südfrösche beteiligt. Die Art wird von der Weltnaturschutzorganisation IUCN als „critically endangered = vom Aussterben bedroht“ geführt.[5] Das Zuchtprogramm des Zoos war so erfolgreich, dass Hunderte von Fröschen und Tausenden von Eiern im Kosciuszko-Nationalpark ausgesetzt werden konnten.[4]

## Galerie
Die nachfolgende Bildauswahl zeigt einige Tiere aus dem Taronga Western Plains Zoo:

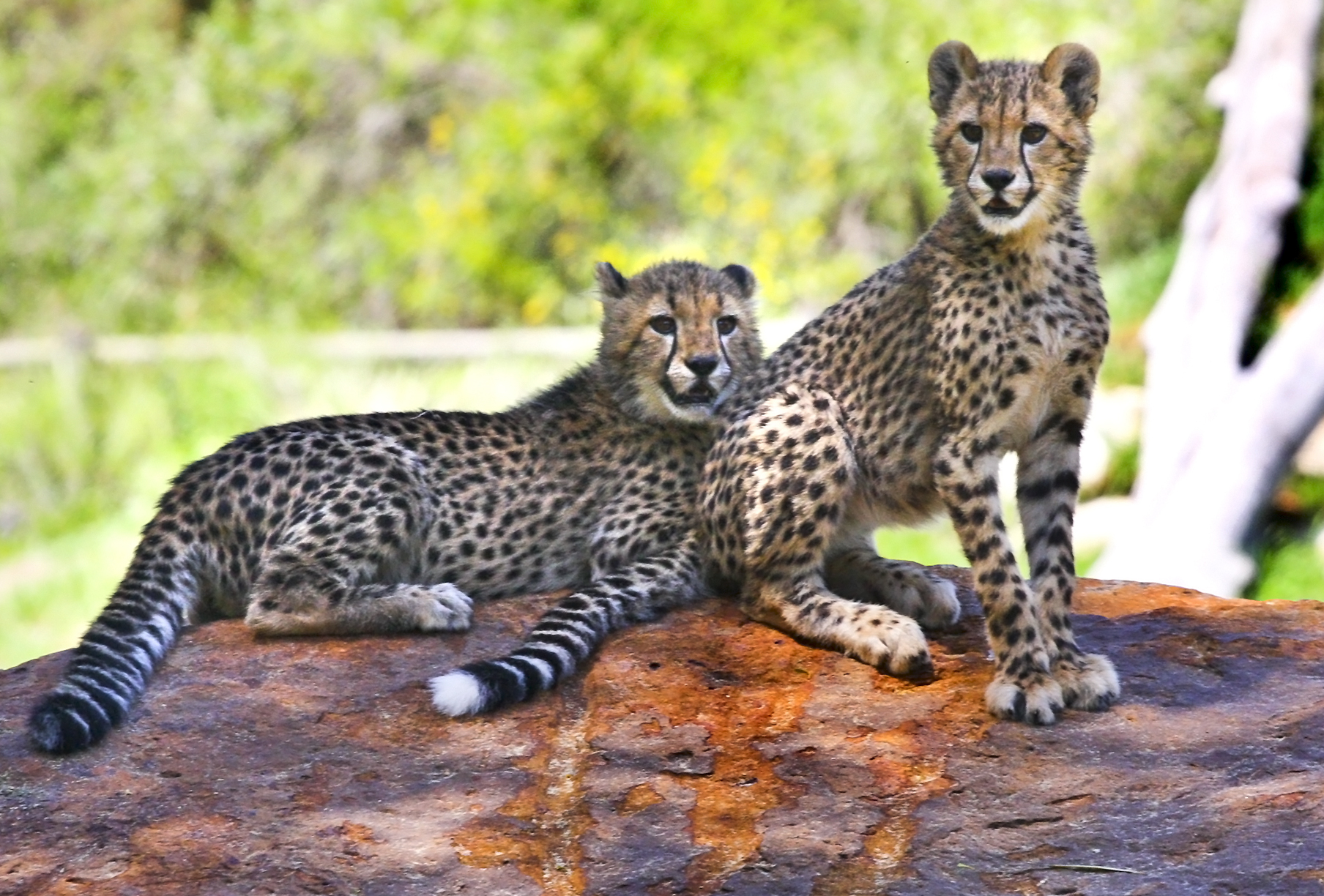
Geparden
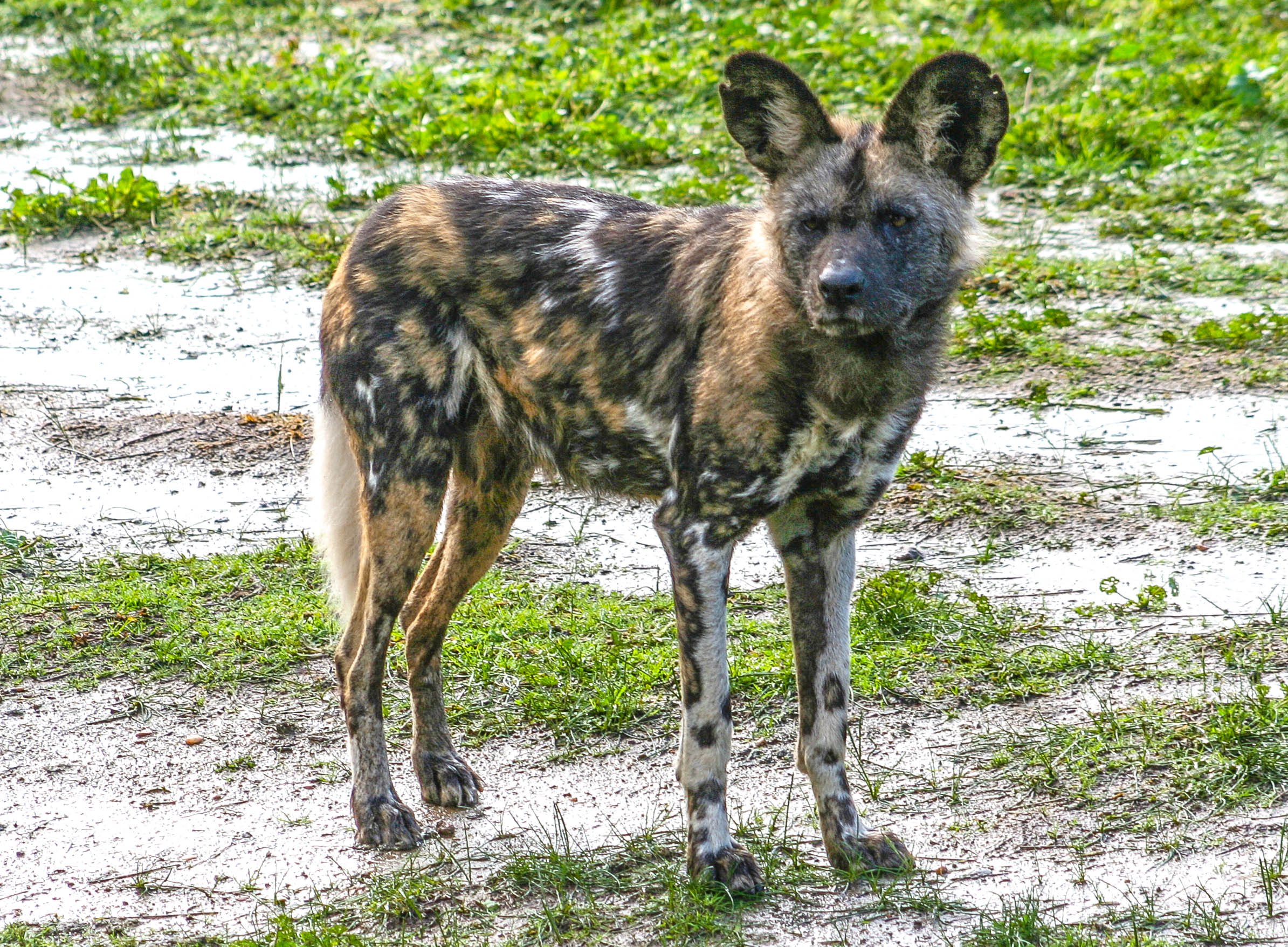
Afrikanischer Wildhund
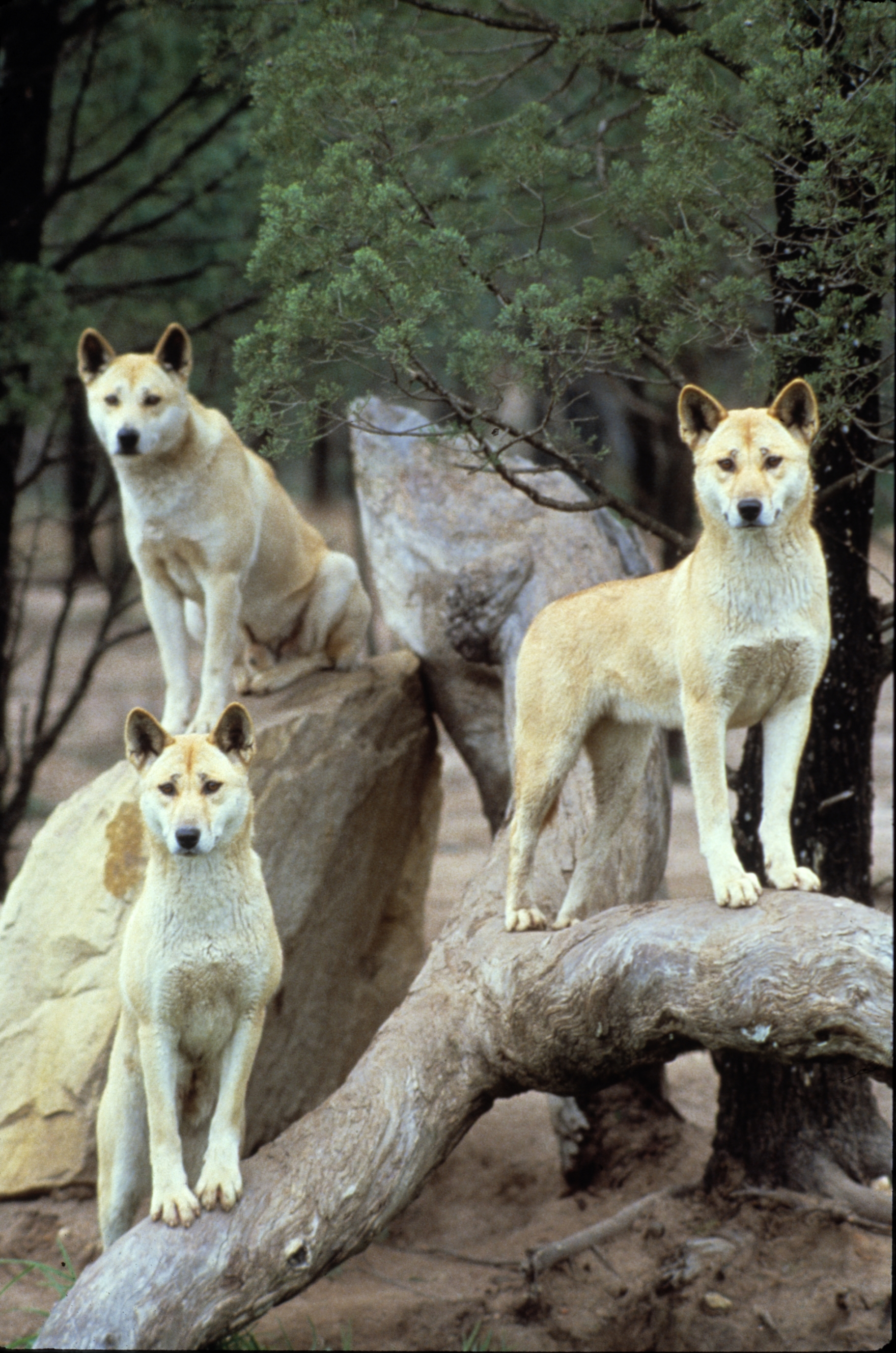
Dingos
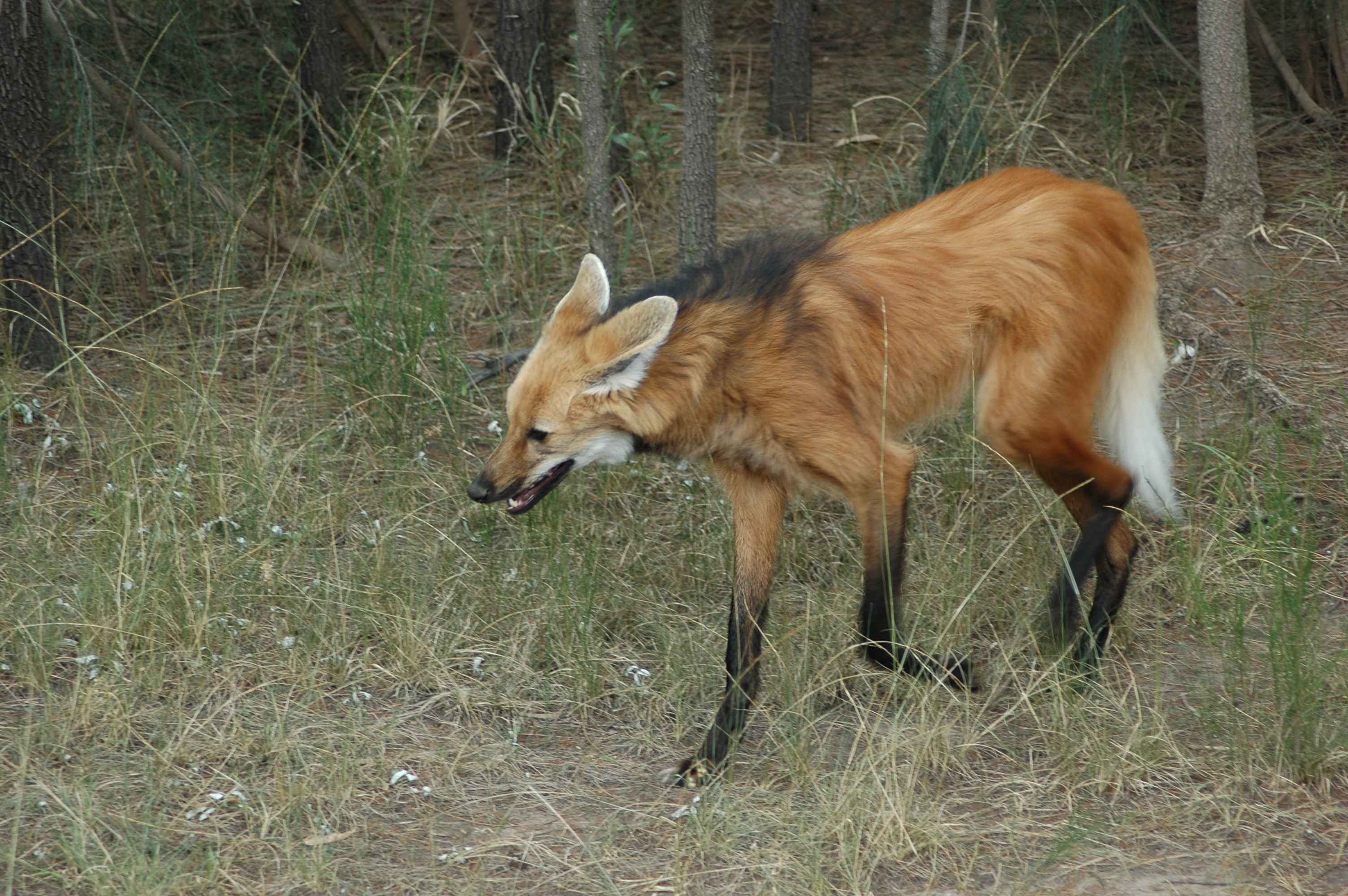
Mähnenwolf
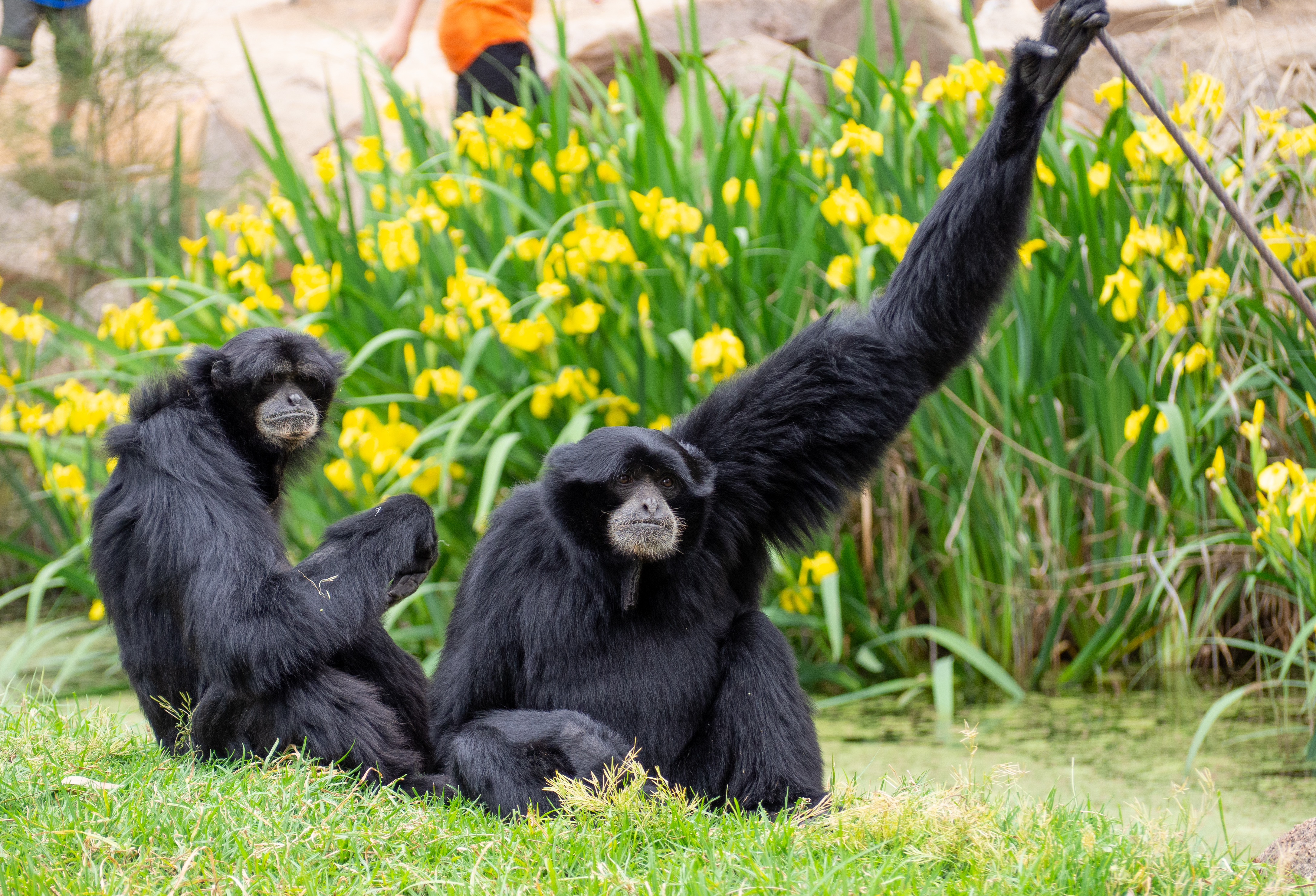
Siamangs
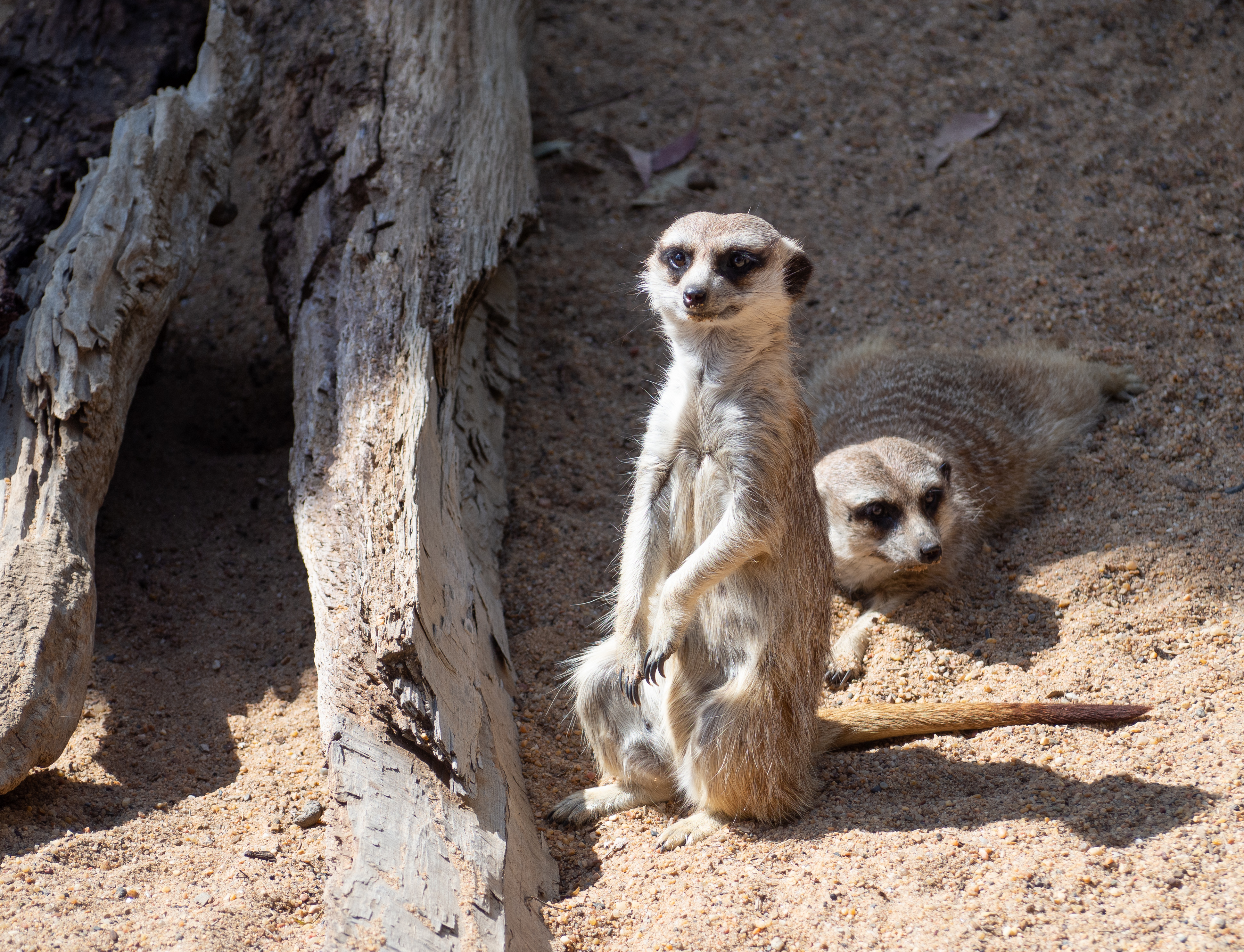
Erdmännchen
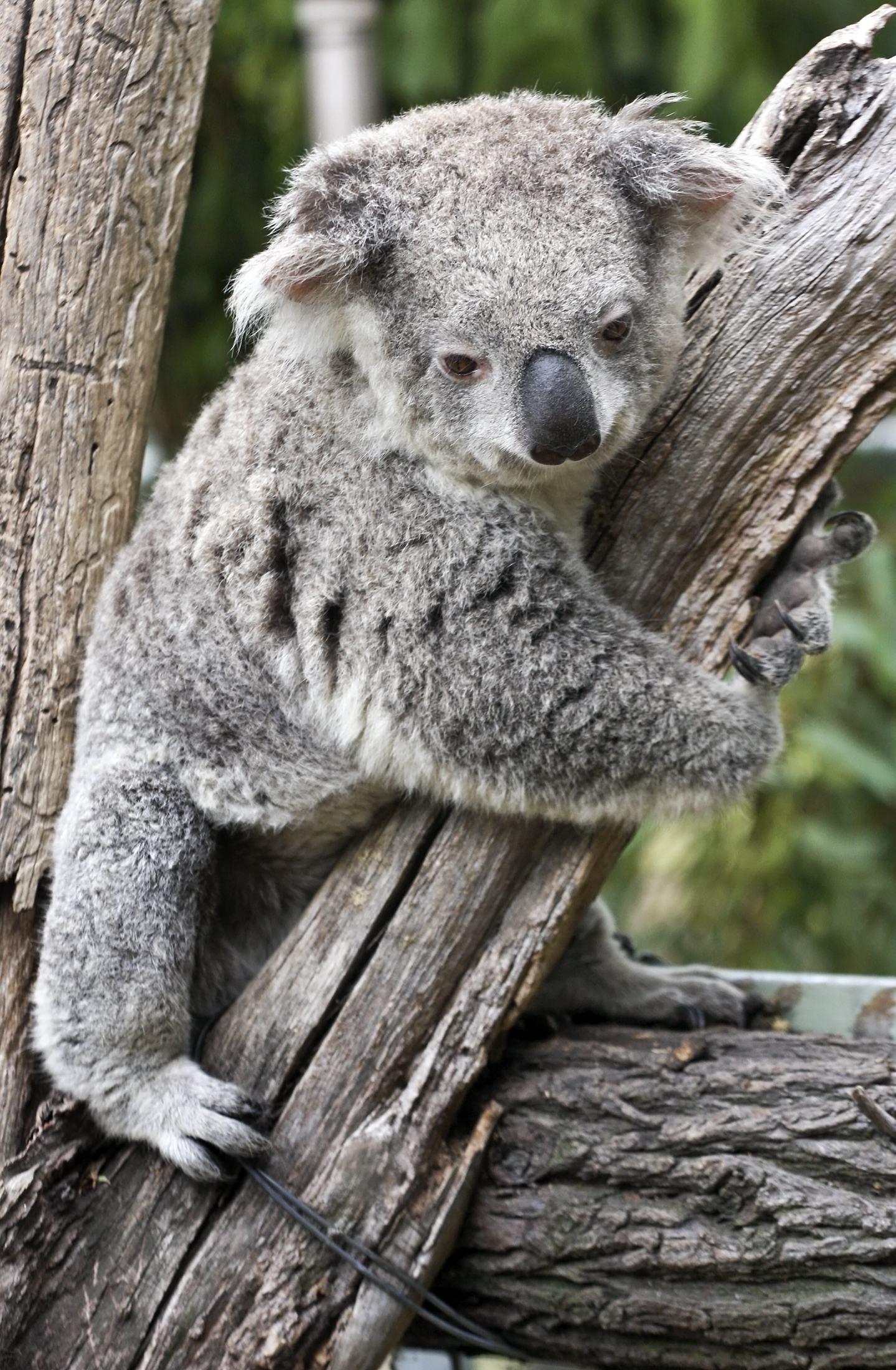
Koala
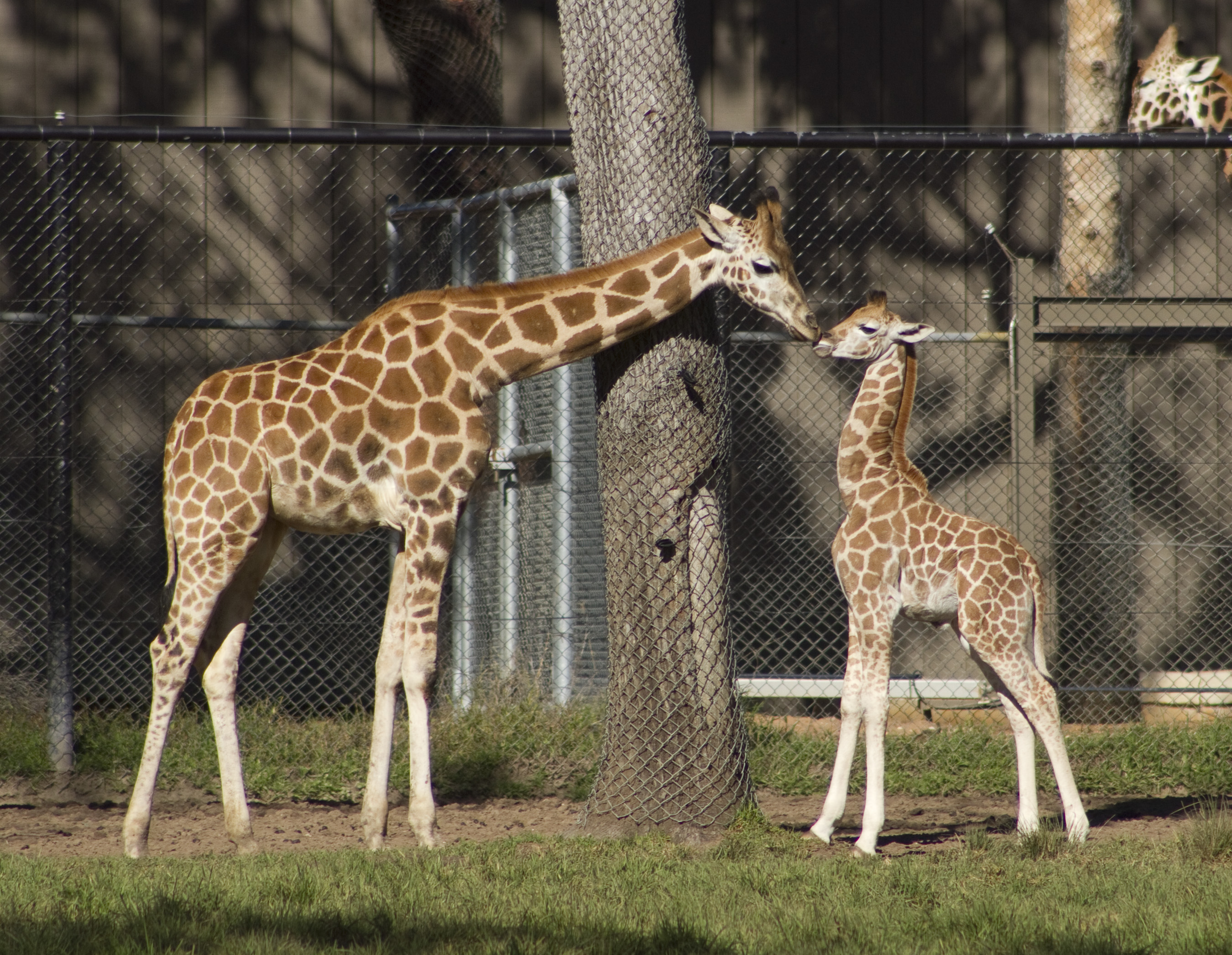
Giraffen
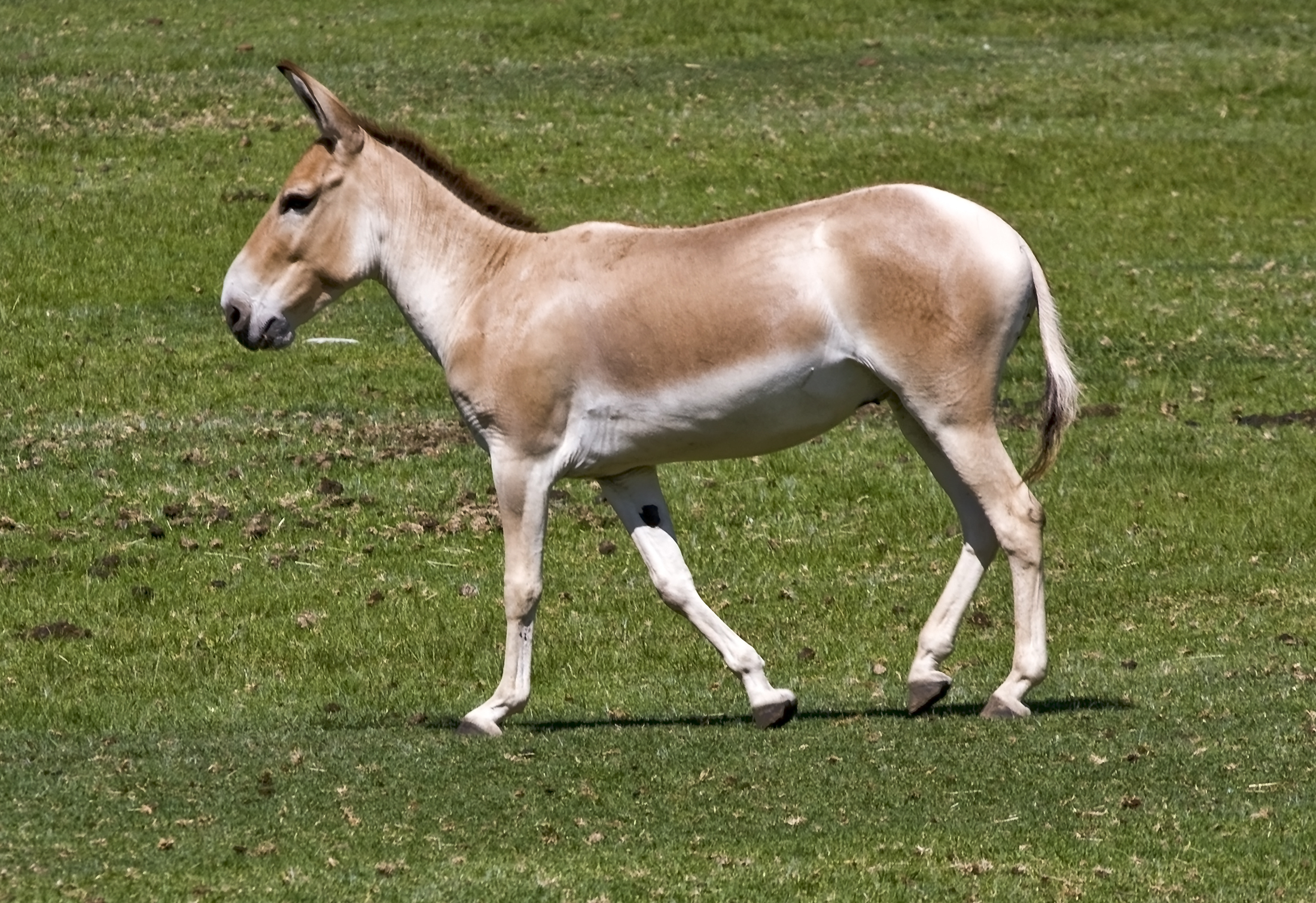
Asiatischer Esel (Onager)
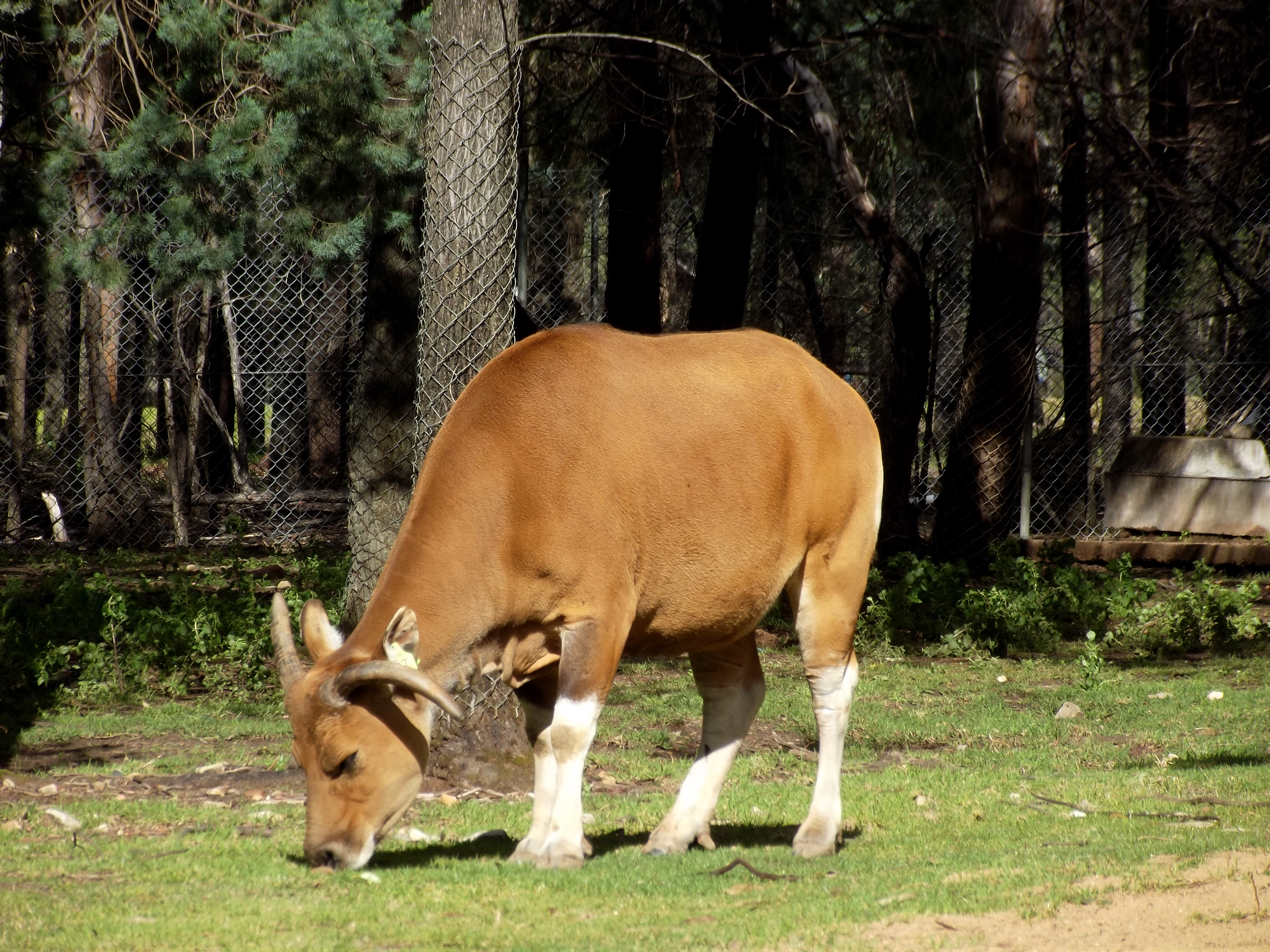
Banteng, Weibchen
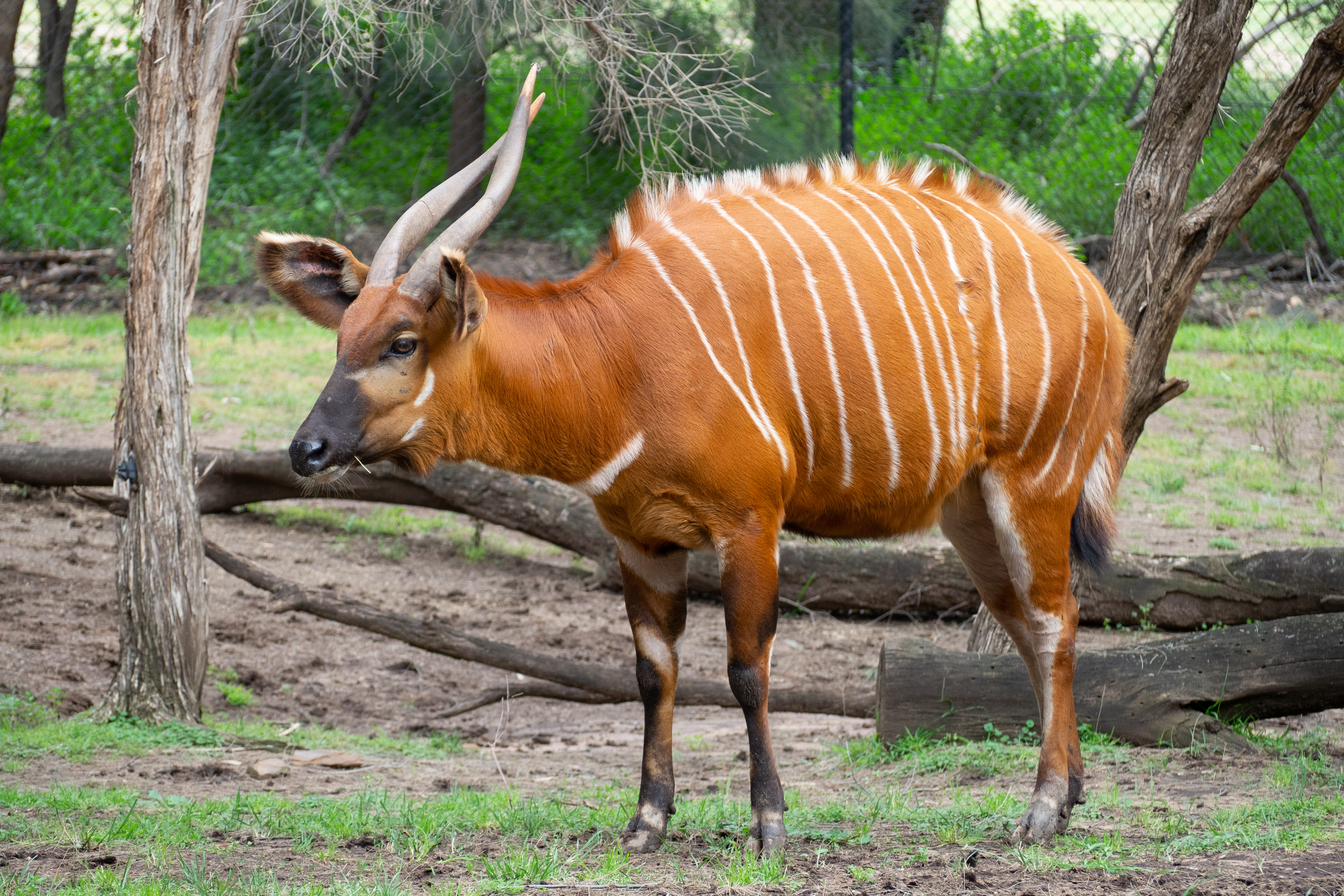
Bongo